# 彩虹和太陽的山丘
《彩虹和太陽的山丘》（日语：虹と太陽の丘）是日本女歌手的歌曲。1992年5月27日由環球唱片（舊名Kitty Record）發行。

## 解說
《彩虹和太陽的山丘》是（現在藝名piapi）的首張個人出道單曲，同名標題曲並於發行當年獲選為富士電視台電視動畫《亂馬1/2 熱鬥篇》最後一首片尾主題曲使用，使用時間從1992年4月3日（第118話）至同年9月25日（第143話）為止。
後來，「彩虹和太陽的山丘」有收錄在1999年3月17日發行的等《亂馬1/2》的相關專輯裡。
2015年，「彩虹和太陽的山丘」被柴咲幸翻唱，並收錄在同年6月17日發行的首張翻唱專輯《行歌》裡。

## 收錄歌曲
1. 彩虹和太陽的山丘（虹と太陽の丘）
  - 作詞、作曲：上村茂三，編曲：
  - 富士電視台電視動畫《亂馬1/2 熱鬥篇》片尾主題曲
2. 柏油路
3. 彩虹和太陽的山丘 (off vocal)